# O pessoal é político

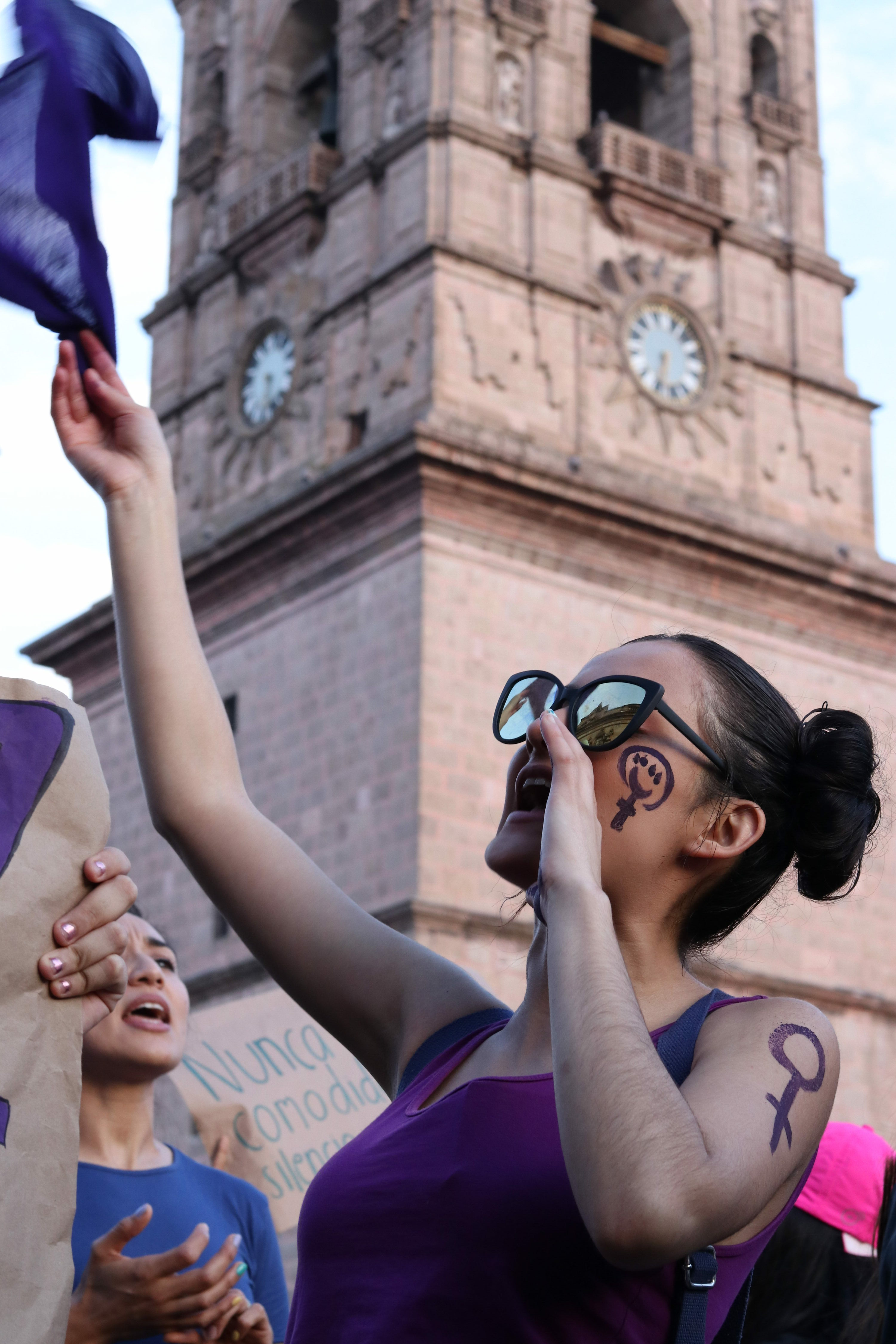
Uma jovem feminista

O Pessoal é Político, também denominado O privado é político, é um argumento político usado como slogan da reunião do movimento estudantil e da segunda onda do feminismo do final dos anos 1960. No contexto do movimento feminista das décadas de 1960 e 1970, esse conceito foi um desafio à família nuclear e aos valores familiares. A frase foi popularizada pela publicação de um ensaio da feminista Carol Hanisch, sob o título "The Personal is Political" em 1970, e tem sido repetidamente descrita como uma caracterização definidora do feminismo de segunda onda, feminismo radical, estudos das mulheres ou do feminismo em geral.
O conceito também tem sido usado por algumas artistas mulheres como uma filosofia subjacente à sua prática artística.

## Origem e significado
A frase "o pessoal é político" surgiu no movimento estudantil e na segunda onda do feminismo no final dos anos 1960. O slogan ressaltou as conexões entre a experiência pessoal e as estruturas sociais e políticas mais amplas. No contexto do movimento feminista das décadas de 1960 e 1970,  se colocou como um desafio à família nuclear e aos valores familiares.
A ideia de que as mulheres são infelizes em seus papéis de donas de casa e mães era vista como uma questão de foro privado; no entanto, "o pessoal é político" enfatiza que as questões pessoais das mulheres (por exemplo, sexo, cuidar dos filhos e a ideia de que as mulheres não estão satisfeitas com suas vidas em casa) são questões políticas que precisam de intervenção política para gerar mudanças. Além disso, o slogan aborda a percepção de que as mulheres desfrutam de uma identidade transcendente, independentemente de etnia, raça, classe, cultura, estado civil, sexualidade e habilidades ou deficiências, incentivando os indivíduos a pensar politicamente sobre a experiência pessoal.
A segunda onda do feminismo abraçou esse slogan, pois é a onda que trouxe as questões feministas para uma mentalidade politicamente ativista. As mulheres estavam deixando seus papéis em casa em busca de poder sobre suas vidas e escolhas que não estivessem sujeitas às armadilhas patriarcais. Isso mudou a dinâmica das famílias na medida em que os homens não tinham mais o controle total de suas casas e desafiou as ideias de esposa e mãe subservientes e perfeitas.
A frase foi popularizada pela publicação de um ensaio da feminista Carol Hanisch sob o título "The Personal is Political" em 1970, mas ela nega a autoria da frase, pois diz que, "Até onde eu sei, isso foi feito pelas editoras de Notes From The  Second Year, Shulie Firestone e Anne Koedt, depois que Kathie Sarachild chamou sua atenção sobre um possível papel  que poderia ser impresso naquela coleção inicial". De acordo com Kerry Burch, Shulamith Firestone, Robin Morgan e outras feministas que também chegaram a receber o crédito por originar a frase,  recusaram a autoria. "Em vez disso",  escreve Burch, "elas citam milhões de mulheres em conversas públicas e privadas como as autoras coletivas da frase". Gloria Steinem comparou a alegação de autoria da frase à alegação de autoria da "Segunda Guerra Mundial".
A frase tem sido repetidamente descrita como uma caracterização definidora do feminismo da segunda onda, do feminismo radical, dos estudos das mulheres e do feminismo em geral.

## O ensaio de Carol Hanisch
Carol Hanisch, membro do New York Radical Women e figura proeminente no Movimento de libertação das mulheres, redigiu um artigo defendendo a importância política dos grupos de conscientização em fevereiro de 1969 em Gainesville, Flórida. Originalmente endereçado à bancada feminina do Fundo Educacional da Conferência Sul em resposta a um memorando escrito pela funcionária do SCEF, Dorothy Zellner, o artigo foi a princípio intitulado como "Alguns pensamentos em resposta aos pensamentos de Dottie [Zellner] sobre um movimento de libertação das mulheres ". Hanisch era funcionária do Fundo em Nova York e estava defendendo que ele se envolvesse em uma organização dedicada à libertação das mulheres no sul dos Estados Unidos. Hanisch procurou refutar a ideia de que sexo, aparência, aborto, cuidados infantis e a divisão do trabalho doméstico eram questões meramente pessoais sem importância política. Para enfrentar essas e outras questões, exortou as mulheres a superarem  a auto-culpa, discutirem  suas situações e se organizarem coletivamente contra a dominação masculina da sociedade. Em seu ensaio, o argumento central de Hanisch é que os grupos de "terapia" de mulheres não devem ser descartados como "apolíticos" ou "contempladores", como alguns críticos têm argumentado, mas sim que eles são profundamente políticos ao discutir questões que afetam as vidas das mulheres devido à organização do sistema. Ela se esforça para destacar o fato de que essas questões não devem ser vistas como problemas causados por falhas das mulheres ou problemas consigo mesmas, mas sim por um sistema opressor, e devem ser tratadas como tal, mesmo que pareçam puramente pessoais. Hanisch não usa a frase "o pessoal é político" no ensaio, mas escreve:
Uma das primeiras coisas que descobrimos nesses grupos é que os problemas pessoais são problemas políticos. Não há soluções pessoais neste momento. Só existe ação coletiva para uma solução coletiva.
O ensaio foi publicado sob o título, "The Personal Is Political", em Notas do Segundo Ano: Libertação das Mulheres em 1970. A autora do ensaio acredita que Shulamith Firestone e Anne Koedt, as editoras do livro, deram ao ensaio seu famoso título. Desde então, foi reimpresso em Radical Feminism: A Documentary Reader.

## Múltiplos significados
A frase recebeu vários significados desde que foi cunhada na década de 1960. A própria Hanisch observou em 2006 que "como a maior parte da teoria criada pelas feministas radicais da Linha Pró-Mulher, essas ideias foram revisadas ou arrancadas ou mesmo viradas de cabeça para baixo e usadas contra sua intenção original e radical". Isso destaca como as feministas interpretaram a natureza da conexão entre o pessoal e o político de maneiras divergentes.
- A interpretação que surgiu na segunda onda do feminismo é que a restrição das mulheres à esfera privada é uma questão política. O lar é visto por algumas feministas como um local de opressão porque as mulheres têm pouca escolha a não ser aderir ao papel de dona de casa e realizar tarefas domésticas.[10] Esses papéis e normas esperados das mulheres (como feminilidade, maternidade e serem esposas apoiadoras) são adquiridos através do processo de socialização. Por exemplo, as meninas muitas vezes recebem bebês e utensílios de cozinha como brinquedos que lhes ensinam que seu papel é o de serem mães e realizarem tarefas domésticas. Portanto, segundo algumas feministas, o papel da mulher em casa e as normas de gênero destacam a politização do pessoal, pois mostra as consequências que a política de gênero e a estruturação patriarcal da sociedade tiveram na vida das mulheres.
- Experiências femininas privadas são frequentemente compartilhadas. Por exemplo, o aborto é uma questão que uniu mulheres de todas as classes e origens, o que destaca que suas experiências pessoais podem ser coletivas.[11] As experiências pessoais compartilhadas entre mulheres as tornam políticas porque surgem de condições sociais causadas pelo patriarcado e pela política de gênero.[12] Conforme resumido por Heidi Hartmann, "o descontentamento das mulheres, argumentam as feministas radicais, não é o lamento neurótico dos desajustados, mas uma resposta a uma estrutura social na qual as mulheres são sistematicamente dominadas, exploradas e oprimidas".[13] Assim, algumas feministas declaram o privado como político para erodir as fronteiras entre os dois e evitar a opressão das mulheres pela ignorância em relação às suas experiências coletivas.[14]
- Acreditar que a política só ocorre na esfera pública exclui as lutas pessoais e marginaliza as mulheres. A política é o poder que se exerce tanto na esfera privada quanto na pública, porque as questões que afetam a esfera privada (como contracepção gratuita, igualdade salarial) também estão localizadas na esfera pública. Mais simplesmente, questões pessoais são afetadas pela criação e aplicação da lei. Por exemplo, por ocorrer na esfera privada, a questão da violência doméstica foi majoritariamente excluída da arena política pública, como a intervenção judicial.[15]  Havia proteção legal mínima para as mulheres, e assuntos domésticos eram considerados uma perda de tempo para a polícia o que, segundo algumas feministas, mostra a interdependência do pessoal e do político.

## Impacto
A frase tem figurado fortemente no feminismo negro, como "A Black Feminist Statement" do Coletivo Combahee River, o ensaio de Audre Lorde "The Master's Tools Will Never Dismantle the Master's House" e a antologia This Bridge Called My Back: Writings por Radical Women of Color, editado por Gloria E. Anzaldúa e Cherríe Moraga. Mais amplamente, como observa Kimberlé Crenshaw : "Esse processo de reconhecer como social e sistêmico o que antes era percebido como isolado e individual, também caracterizou a política de identidade de afro-americanos, outras pessoas de cor, gays e lésbicas, entre outros".
Outros autores como Betty Friedan (mais conhecida por seu livro A Mística Feminina )  também foram vistos adaptando o argumento político: 'O pessoal é político'. Betty Friedan abriu novos caminhos ao explorar a ideia de mulheres encontrando realização pessoal fora de seus papéis tradicionalmente vistos. Além disso, Friedan ajudou a avançar ainda mais o movimento pelos direitos das mulheres, pois foi uma das fundadoras da Organização Nacional das Mulheres (dos Estados Unidos). Betty Friedan influenciou a autora Susan Oliver a escrever a biografia: 'Betty Friedan: O pessoal é político'. Neste, Oliver tenta “puxar Friedan da sombra de seu trabalho mais famoso e nos convida a examinar sua vida pessoal para que possamos entender e apreciar melhor 'o impacto e a influência' de suas atividades no movimento pelos direitos das mulheres”.
A centralidade do "pessoal é político" para o movimento feminista de segunda onda significa que esse é o ímpeto por trás de muitas mudanças de políticas e leis, incluindo as seguintes na Inglaterra:
- Legalização do aborto (1967)
- Acesso à contracepção no NHS (1961) [21]
- Acesso à contracepção no NHS, independentemente do estado civil (1967) [21]
- Criminalização do estupro no casamento (1991, 2003) [22]
- Revisão da lei de propriedade de mulheres casadas (1964) [23]

Isso também levou a muitas ações políticas não estatais, incluindo greves de mulheres, protestos de mulheres (incluindo o famoso protesto Miss Mundo), conferências do Movimento de Libertação das Mulheres (WLM) e a criação de refúgios de mulheres, centros de crise de estupro e comunas de mulheres.
Tanto o feminismo de terceira onda quanto o pós-feminismo sustentam o argumento de que "o pessoal é político" como central para suas crenças, a compreensão da "segunda onda" de "o pessoal é político" evoluiu rapidamente para longe de seu poder explicativo e analítico para se tornar uma prescrição para a sobrevivência do feminismo - uma mudança que acabou colapsando os termos juntos." Dessa maneira, o argumento continua a impactar o feminismo moderno.
As feministas de terceira onda tendem a se concentrar no 'feminismo cotidiano', por exemplo, combinando valores e declarações feministas com moda, relacionamentos e recuperando habilidades feminizadas tradicionais. Aumentaram a importância atribuída a tais práticas e declararam-nas abertamente como políticas. Alguns acreditam que este é um exemplo de combinação da pessoa com o político, mas isso, como o significado do termo, é contestado. Algumas feministas de segunda onda acreditam que declarar que as escolhas pessoais são políticas, como usar esmalte nas unhas, não se concentra o suficiente em como as estruturas políticas moldam "o pessoal". Algumas feministas argumentam que ver o pessoal como político da maneira como as feministas cotidianas o fazem não significa necessariamente ignorar como as feministas de segunda onda usaram o termo e que ambas as interpretações e aplicações são compatíveis.

## Arte
Artistas como a australiana Ann Newmarch, membro fundadora do Women's Art Movement em Adelaide em 1976,  usaram a filosofia para sustentar seu trabalho, como em sua famosa serigrafia, Women Hold Up Half the Sky

## Críticas
Feministas liberais argumentam que a frase é perigosa porque corrói os limites políticos necessários. Isso porque se diz que o conceito tira a importância do aspecto público da política. É ainda criticado por Hannah Arendt que, nesse processo de erosão das fronteiras políticas, o espaço público da política se transforma em um pseudo-espaço de interação em que os indivíduos não mais 'agem', mas apenas se comportam como produtores e consumidores econômicos.
Além disso, de acordo com alguns críticos, a interpretação da frase sobre mulheres sendo oprimidas em casa tem um foco muito estreito em mulheres brancas de classe média. Isso exclui as mulheres que trabalham, os casais de lésbicas, as mulheres que não podem arcar com os cuidados dos filhos e as experiências de outras culturas. Por exemplo, a narrativa 'pessoal é político' tem se mostrado menos significativa na cultura africana, pois as mulheres negras são menos propensas a ver o lar como uma fonte de opressão porque é uma fonte de força contra o racismo[carece de fontes?]. 